# Нарост
Нарост (пол. Narost) — село в Польщі, у гміні Хойна Грифінського повіту Західнопоморського воєводства.
Населення — 231 особа (2011).
У 1975-1998 роках село належало до Щецинського воєводства.

## Демографія
Демографічна структура станом на 31 березня 2011 року:
|          | Загалом | Допрацездатний вік | Працездатний вік | Постпрацездатний вік |
| -------- | ------- | ------------------ | ---------------- | -------------------- |
| Чоловіки | 108     | 20                 | 76               | 12                   |
| Жінки    | 123     | 23                 | 74               | 26                   |
| Разом    | 231     | 43                 | 150              | 38                   |